# Alizée Gaillard
Alizée Gaillard, a volte accreditata come Alizèe Sorel (Ginevra, 28 aprile 1985), è una modella svizzera haitiana.

## Biografia
Nata da padre haitiano e madre svizzera, la Gaillard si trasferì a Pétionville, Haiti, quando aveva due mesi e ha trascorso la sua infanzia lì fino all'età di otto anni, quando è tornata in Svizzera con la sua famiglia. La sua lingua madre è il creolo haitiano.
Nel 2005 ha vinto la prima edizione di France's Next Top Model, messo in onda nel canale M6. Da allora, ha lavorato per Alexander McQueen, L'Oréal, Louis Vuitton, Prada, e molti altri. Inoltre Alizèe ha firmato con la Elite Model Management. Attraverso la sua carriera, fu coinvolta in diverse associazioni di beneficenza, come la Caritas.